# Kalná Voda (železniční zastávka)
Kalná Voda je nákladiště a zastávka, která se nachází v severozápadní části Horního Starého Města, místní části Trutnova. Leží v km 5,250  železniční trati Trutnov – Svoboda nad Úpou mezi stanicí Trutnov hlavní nádraží a nákladištěm a zastávkou Svoboda nad Úpou.

## Historie
Nádraží v Kalné Vodě zprovoznila společnost Rakouská severozápadní dráha 17. prosince 1871 společně se zahájením dopravy na trati Trutnov – Svoboda nad Úpou.
Od 12. prosince 2021 v zastávce nezastavují pravidelně žádné osobní vlaky.

## Popis nákladiště a zastávky

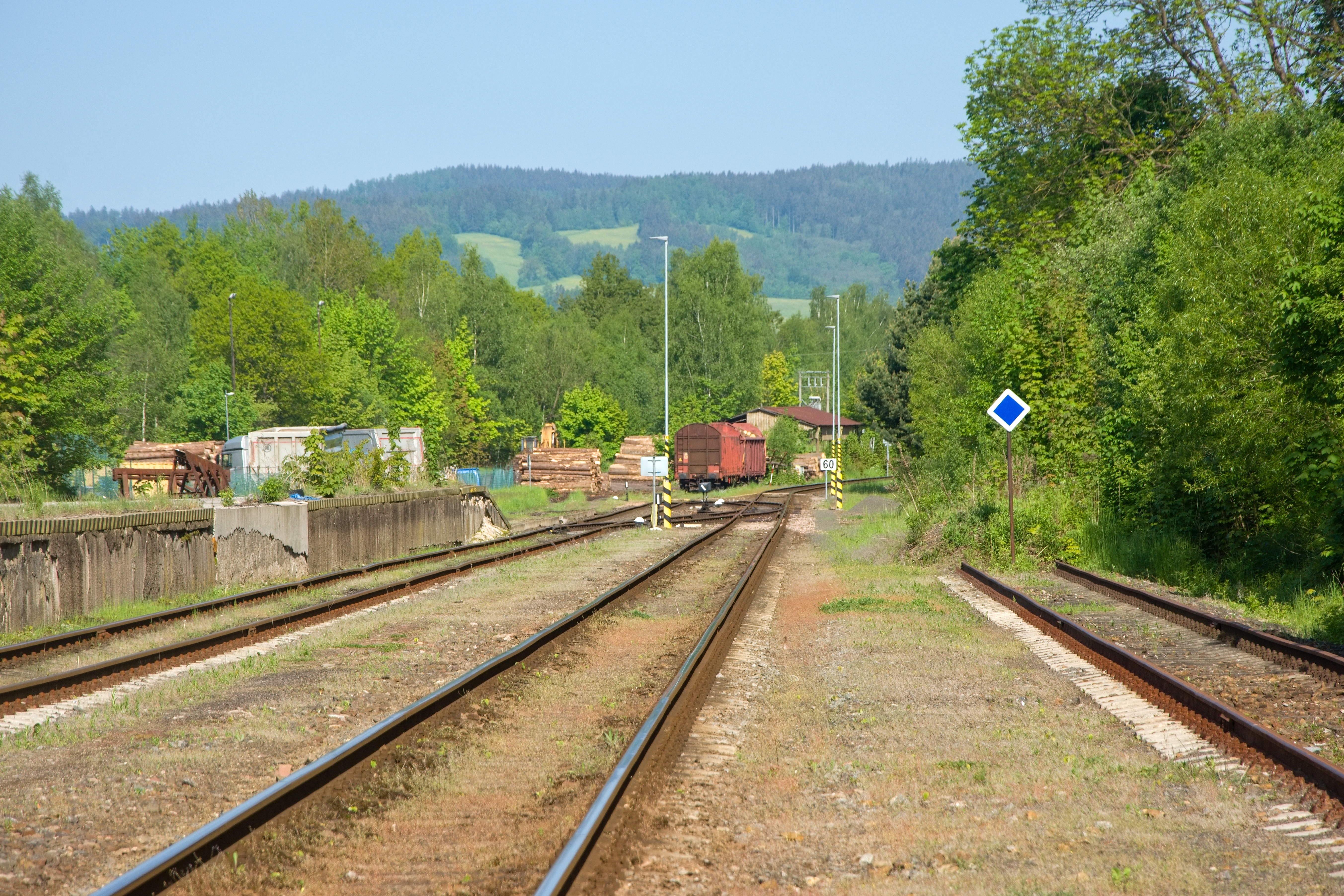
Pohled na kolejiště směrem ke Svobodě nad Úpou: vlevo kolej č. 3, uprostřed kolej č. 1, vpravo kolej č. 2

Nákladištěm prochází traťová kolej č. 1, ze které na trutnovském zhlaví odbočují manipulační koleje č. 3 (vede mezi traťovou kolejí a výpravní budovou) a na opačné straně kusá manipulační kolej č. 2. Kolej č. 3 je zapojena do traťové koleje i na svobodském zhlaví. Všechny výhybky jsou přestavovány ručně. Nákladiště je obsluhováno nákladními vlaky bez uvolnění traťové koleje. Na kolej č. 3 navazuje (směrem ke Svobodě) kolej SNV, kde působí středisko logistických služeb ČD Cargo, které na této koleji provádí vykládku a nakládku železničních vozů.
U traťové koleje č. 1 je zřízeno sypané nástupiště, má délku 60 m a výšku nástupní hrany 200 mm nad temenem kolejnice.